# Gerardo Segarelli
Gerard o Gherardo o Gherardo Segalelli o Segadelli (circa 1240 - 18 de julio de 1300) fue el fundador de los Hermanos Apostólicos (en latín Apostolici). Fue quemado en la hoguera en el año 1300.

## Biografía
Nació cerca de Parma. En su juventud solicitó la admisión de un monasterio franciscano en Parma, pero al parecer se le denegó porque exhibía síntomas de una demencia. Sin embargo, se mantuvo en torno al monasterio por un tiempo, visitando a menudo el convento y la iglesia para sentarse o arrodillarse ante el altar. Influido quizá por una representación sobre el altar de los doce apóstoles, Segalelli se dejó crecer el pelo y la barba, se descalzó y solo vestía una túnica blanca imitando a los cristianos primitivos.
Después de vender sus posesiones en 1260, se fue al mercado de Parma y distribuyó sus ganancias. Segalelli deambulaba por las calles llamando a la gente al arrepentimiento (penitentiam agite), anunciando que el reino de los cielos estaba próximo y pidiendo su sustento en el nombre de Cristo.
Continuó con esta actividad durante tres años hasta que un tal "Robert" - que había sido criado de los franciscanos- se le unió; antes del final de ese año, unas treinta personas más se les habían unido. Segalelli comenzó a predicar en otras ciudades y el número de sus seguidores creció, provenientes de entre los pobres. Después de algunas evasivas iniciales aceptó que se le eligiera líder. El grupo caminaba por las calles cantando himnos, predicado a los que escuchaban, comiendo lo que la gente le daba y compartiéndolo con los pobres.
El movimiento se extendió no solo a lo largo de Lombardía, sino también a Alemania, Francia, España e Inglaterra. Algunos Apóstoles fueron calumniados en un consejo en Würzburgo y se emitió un decreto que les prohibió predicar y pedir y se advirtió a la gente que se abstuvieran de darles comida o agua. Otros Apóstoles fueron proscritos en Inglaterra en un consejo en Chichester en 1289; no es seguro si estas sectas se conectan directamente a la de Segalelli, no obstante, existen muchas analogías entre ellas.
En un momento posterior, en 1300, los seguidores de los Apóstoles se encuentran en España, donde un tal Richard de Alejandría predicó con gran éxito, sobre todo en Galicia. En 1320, Pedro de Lugo - un seguidor de Richard - fue llevado ante la Inquisición en Toulouse.
Fue en Lombardía donde los discípulos de Segalelli tuvieron más éxito y comenzaron a atraer a los enemigos. El obispo de Parma se informó en 1280 de que Segalelli estaba dirigiendo invectivas contra la Iglesia por lo que lo mandó capturar inmediatamente. Tras el examen las autoridades llegaron a la conclusión de que era un pobre visionario demente y lo liberaron.
En 1286, sin embargo, probablemente presionado por la Inquisición, el obispo le prohibió la entrada a la ciudad. Parece que Segarelli rompió la prohibición en 1294, regresando clandestinamente a su ciudad natal. Fue llevado de nuevo ante el obispo, abjuró y se le condenó a cadena perpetua, mientras que cuatro de sus seguidores fueron quemados vivos. No está claro por qué, pero en el año 1300 fue interrogado de nuevo por el gran inquisidor de Parma: encontrado culpable de volver a caer en los errores anteriormente abjurados, fue esta vez quemado en la hoguera.